# Cratere Levi-Civita
Levi-Civita è un grande cratere lunare di 108,23 km situato nella parte sud-occidentale della faccia nascosta della Luna, a sudovest del largo cratere Gagarin e, ancora più vicino, al cratere Pavlov a sud-sudovest. A nordovest del cratere Levi-Civita si trova il più piccolo cratere Pirquet.
È un cratere eroso da impatti più piccoli lungo i bordi e verso l'interno. Il bordo meridionale più vicino a Pavlov è la sezione più erosa con piccoli crateri lungo il confine e vicino alle pareti interne. Sul bordo orientale vi è il cratere satellite Levi-Civita F. Il fondo interno, sebbene relativamente piatto, è costellato da un certo numero di piccoli crateri. È presente una dorsale centrale nei pressi del punto centrale del cratere.
Il cratere è dedicato al fisico italiano Tullio Levi-Civita.

## Crateri correlati
Alcuni crateri minori situati in prossimità di Levi-Civita sono convenzionalmente identificati, sulle mappe lunari, attraverso una lettera associata al nome.
| Levi-Civita | Coordinate             | Diametro (in km) |
| ----------- | ---------------------- | ---------------- |
| A           | 20°28′48″S 143°54′36″E | 18,05            |
| F           | 23°25′12″S 145°24′00″E | 14,77            |
| S           | 24°12′00″S 138°42′36″E | 47,05            |